# Werner Graeff

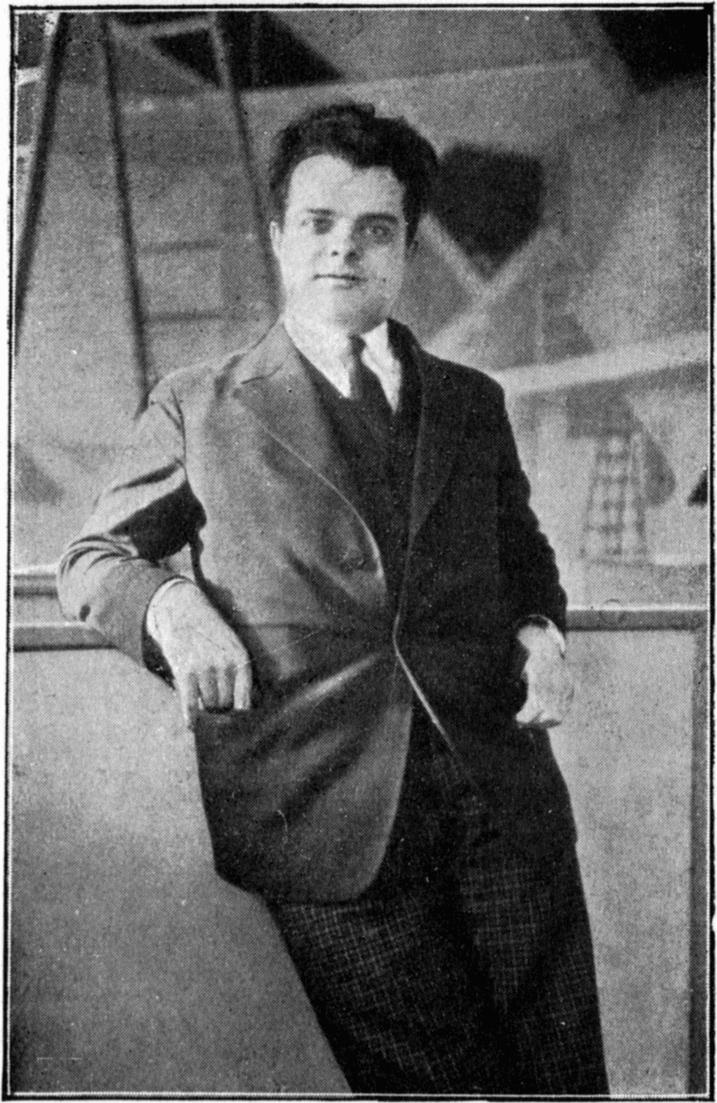
Werner Graeff (1927)

Werner Graeff (auch Gräff, geboren 24. August 1901 in Vohwinkel-Sonnborn; gestorben 29. August 1978 in Blacksburg, Virginia) war ein deutscher Bildhauer, Maler, Grafiker, Fotograf und Erfinder.

## Leben und Wirken
Graeff legte sein Abitur in Berlin-Tegel ab. Seine ersten Bilder entstanden im impressionistischen Stil. Um 1919 wandte er sich kubistischen Formen zu. Dieser Stil beeinflusste auch seine frühen Skulpturen.
Ab 1921 war er Student am Bauhaus in Weimar. Im selben Jahr wurde er Mitglied der Gruppe De Stijl und wurde ab 1922 Mitarbeiter der gleichnamigen Zeitschrift. Er belegte einen Stijl-Kurs bei Theo van Doesburg. Ebenfalls im Jahre 1922 war er Teilnehmer am Ersten Internationalen Kongress Fortschrittlicher Künstler vom 29. bis 31. Mai in Düsseldorf.
1924 gab Graeff zusammen mit Hans Richter und Piet Mondriaan die Zeitschrift für Elementare Gestaltung abgekürzt: G heraus. 1927 erschien sein erstes Buch über Willi Baumeister.
Im Wintersemester 1924/1925 begann Graeff ein Studium an der Technischen Hochschule in Berlin-Charlottenburg, welches er jedoch aus wirtschaftlichen Gründen abbrach. In den folgenden Jahren wandte er sich mehr dem Schreiben zu, seine künstlerischen Ambitionen traten zurück. Mies van der Rohe machte ihn 1928 zum Propagandachef der Ausstellung Die Wohnung in der Weißenhofsiedlung in Stuttgart. Er veröffentlichte im Auftrage des Deutschen Werkbundes zu der Ausstellung die Bände Bau und Wohnungen und Innenräume.
Auch bei der folgenden Werkbund-Ausstellung, Film und Foto im Jahr 1929, war Graeff eingebunden. Auf Basis des Ausstellungsmaterials erarbeitete er das Fotobuch Es kommt der neue Fotograf! Es erschien 1929 im Verlag Hermann Reckendorf in einer Auflage von 5000 Stück. Es wurde gleichzeitig publiziert mit Hans Richters Filmgegner von heute – Filmfreunde von morgen. Beide waren als vertiefende Begleitpublikation der Ausstellung gedacht.
1931/1932 war Graeff Lehrer für Fotografie an der Reimann-Schule in Berlin. 1934 emigrierte er über Spanien in die Schweiz. Die Jahre des Zweiten Weltkrieges und der unmittelbaren Nachkriegszeit verbrachte Graeff als Lehrer und als Schriftsteller in der Schweiz. Ab 1946 entwickelte er dort eine der ersten Minikameras der Welt.
Ab 1950 wandte er sich wieder der Malerei zu. Er war von 1951 bis 1958 Lehrer an der Folkwangschule in Essen. Graeff starb am 29. August 1978 in Blacksburg, Virginia, USA. Der von seiner zweiten Ehefrau Ursula Graeff-Hirsch verwaltete Nachlass des Künstlers wurde im Jahre 2009 dem Museum Wiesbaden vermacht.

## Ehrungen
- Ruhrpreis für Kunst und Wissenschaft der Stadt Mülheim an der Ruhr (1976)

## Retrospektiven
- 1979/1980: Werner Graeff: Ein Pionier der Zwanziger Jahre, Glaskasten Marl. (Katalog.)
- 2010: Werner Graeff. Hürdenlauf durch das 20. Jahrhundert, Museum Wiesbaden. (Katalog.)
- 2011: Das Bauhaus und danach – Werner Graeff und die Nachkriegsmoderne, Kunstmuseum Mülheim an der Ruhr.[2]

## Publikationen
- Willi Baumeister. Akademischer Verlag Wedekind, Stuttgart 1927
- Innenräume. Akademischer Verlag Wedekind, Stuttgart 1928.
- Es kommt der neue Fotograf. (Unter Mitarbeit von Hans Richter). Verlag Hermann Reckendorf, Berlin 1929.
- Filmgegner von heute – Filmfreunde von morgen. Hans Richter (unter Mitarbeit von Werner Graeff). Verlag Hermann Reckendorf, Berlin 1929.
- Das Buch vom Film. K. Thienemann Verlag, Stuttgart 1931.
- Das Buch von der Eisenbahn. Stuttgart : Thienemann, 1931
- Das Buch vom Auto. Stuttgart : Thienemann, 1931
- Otto Fotos. Stuttgart : Thienemann, 1932
- Kamera und Auge. Urs-Graf-Verlag, Basel 1942.